# パノラマカード
パノラマカードは、名古屋鉄道（名鉄）で発行されていた乗車カードである。
同社の登録商標（日本第3007530号、第4711297号）となっている。

## 概要
1990年（平成2年）4月1日発売開始。定期乗車券・連絡乗車券を除く、名鉄電車・名鉄バスの普通乗車券・座席指定券（現・特別車両券〈ミューチケット〉）・回数乗車券・入場券・名鉄パノラマパック（JRの特別企画乗車券に相当）に引き換えることができた。プレミアムは付いていない。
一方でプレミアム付きを望む声も強いことから、1994年（平成6年）4月1日からパノラマプラスカードの発売を開始した。こちらは電車・バスの普通乗車券（1回あたり2,500円まで）・座席指定券・入場券と引き換え範囲が縮小されている。
いずれも「トランパス」（ストアードフェアシステム）には対応していない。1992年4月からは名鉄バスと名古屋市営バスが運行する基幹バス2号系統でパノラマカードとリリーカードの相互共通利用ができた。
いずれも2002年（平成14年）5月31日限りで発売が中止され、「トランパス」導入駅から順次、自動券売機・精算機での利用ができなくなった（ただし「トランパス」導入駅でも駅出札窓口の発券端末がカード読み取り可能であれば、出札窓口で乗車券などへの引き換えが可能だった。「トランパス」対応となった無人駅では一切利用できない）。
2008年（平成20年）3月31日限りで乗車券類との引き換えを終了し、名鉄（電車）・名鉄バスとも利用できなくなった。

## 払い戻し
乗車券類との引き換え終了に伴い、2007年（平成19年）10月1日から2010年（平成22年）3月31日まで無手数料での払い戻しを、磁気カード対応の発券端末を設置した有人駅で行っていた。2010年4月1日以降は名鉄名古屋駅でのみ取り扱っていたが2010年12月1日より他の有人駅（弥富駅・赤池駅・蒲郡駅・矢作橋駅を除く）でも払い戻しを再開した。払い戻しは2011年（平成23年）2月28日で終了となり、それ以降は完全に無効となる。
「パノラマカード」は残額が全額払い戻されるが、「パノラマプラスカード」は残額からプレミアム相当分が差し引かれる。

## カードの種類

### パノラマカード
- パノラマカード1000（発売額:1,000円）
- パノラマカード3000（発売額:3,000円）
- パノラマカード5000（発売額:5,000円）
- 他に贈答用カードとして、パノラマカード500（発売額:500円）も存在した。

### パノラマプラスカード
- パノラマプラスカード3100（発売額:3,000円、3,100円分使用可能）
- パノラマプラスカード5200（発売額:5,000円、5,200円分使用可能）